# Mamhead House
Mamhead House, Mamhead, Devon, est une maison de campagne datant de 1827. Ses origines sont plus anciennes mais le bâtiment actuel est construit pour Robert William Newman, un marchand d'Exeter, en 1827-1833 par Anthony Salvin. La maison est classée Grade I. Le parc est classé grade II *. Il est pendant un certain temps connu sous le nom de Dawlish College.

## Histoire
Le domaine Mamhead est enregistré dans le Domesday Book de 1086 comme appartenant à Ralph de Pomeroy . Il appartient aux familles Carew et Ball, dont ce dernier Thomas Ball (1671–1749) est un marchand qui plante de nombreux arbres exotiques. Son jardinier en chef Thomas Lucombe devient un éminent pépiniériste à Exeter . Le domaine entre en possession de Joseph Gascoigne Nightingale, dont l'unique héritière, Elizabeth Nightingale, épouse Wilmot Vaughan (1er comte de Lisburne) . Par la suite, le domaine appartient aux comtes de Lisburne jusqu'à ce qu'il soit acheté par Robert Newman en 1823 . Dans les années 1770, Capability Brown entreprend l'aménagement paysager du terrain . Newman est l'associé principal de Newman & Co., une société commerciale basée à Exeter qui arme une petite flotte de navires pour soutenir son commerce avec le Portugal et Terre-Neuve . Le manoir original des Balls est démoli à la fin du XVIIIe siècle  et peu de temps après l'achat du domaine, Newman charge Charles Fowler de concevoir une nouvelle maison. Les plans à l'italienne de Fowler ne trouvent pas grâce et Fowler n'est pas allé plus loin que la construction des fondations avant d'être remplacé par Anthony Salvin. À 26 ans, Salvin a sa première commission importante à Mamhead, et cela fait sa réputation . Ses plans pour la maison sont dans le Style néo-Tudor, alors une approche architecturale relativement nouvelle, et incorporent les initiales de Newman et de sa nouvelle épouse, ainsi que la devise de la famille Newman dans la ligne d'horizon décorative au-dessus de l'entrée principale.
La famille Newman conserve la propriété du domaine jusqu'aux années 1950 lorsque Sir Ralph Newman, l'arrière-petit-fils de Robert Newman, la vend à une société évangélique. Elle abrite ensuite une école, le Dawlish College, dans les années 1980, et est le siège régional de la Commission des forêts du Royaume-Uni dans les années 1990 .
Au début du XXIe siècle, la maison, à nouveau une propriété privée, fonctionne comme un lieu d'événements et de mariage , accueillant le deuxième mariage de Peter Andre en 2015 . L'entreprise est ensuite mise en liquidation en 2019 .

## Architecture et descriptif
Pevsner décrit Mamhead comme faisant de "Salvin l'architecte en chef de son temps pour les grandes maisons de campagne de Style néo-Tudor" . La maison est grande, de neuf travées, avec des toits crénelés et à pignons . Il suit un plan "conservateur", principalement dicté par les fondations de Fowler pour son bâtiment classique. Toutes les pièces principales sont orientées à l'est et s'ouvrent sur une longue galerie axiale . Cette galerie abrite une collection de statues représentant des monarques anglais et des dignes de l'ère Tudor  une caractéristique inhabituelle pour la décoration d'une maison de campagne anglaise. Pevsner suggère qu'ils sont influencés par les schémas décoratifs des chambres du Parlement prévus en même temps, dont Sir Robert aurait été au courant, ayant été élu député d'Exeter en 1818 . La biographe de Salvin, Jill Allibone, suggère le Temple des dignes britanniques à Stowe comme l'inspiration la plus évidente des statues, et écrit sur leur "enlèvement scandaleux" et leur vente dans les années 1980 .
Comme il l'a fait tout au long de sa carrière, Salvin cherche l'inspiration pour ses créations dans des exemples antérieurs. La fenêtre à triple oriel sur la façade (est) du jardin est copiée de celle située à l'entrée du véritable Hengrave Hall dans le Suffolk . Simon Jenkins note que l'escalier de la galerie est enregistré comme étant basé sur l'escalier extérieur conçu par James Wyatt pour Canterbury Quadrangle à Christ Church, Oxford . L'intérieur de la maison contient des vitraux de Thomas Willement (en)  et est décoré selon un niveau de savoir-faire exceptionnellement élevé. Le jardin d'hiver, qui jouxte la maison, est surmonté d'un parapet orné d'"une citation ingénieusement appropriée" de The Romaunt of the Rose de Geoffrey Chaucer : "Flouris yelowe white and rede / Such abondance growe there ner in mede" .
Le faux château au nord de la maison, contenant les écuries, la brasserie et la buanderie, est classé au grade II *. Pevsner suggère que le château est calqué sur le château de Belsay dans le Northumberland, un bâtiment que Salvin connaissait, ayant grandi dans le nord-est. L'édition des années 1960 de Pevsner suggère qu'il est construit sur le site d'un véritable château médiéval, mais cela est contesté  et le Devon révisé de 2004 ne répète pas l'affirmation . Le parc est classé Grade II*.

## Lodges et structures annexes
L'entrée du parc se fait via l'un des trois pavillons. Les deux premiers sont certainement de Salvin, et le troisième lui est attribué. Chacun a son propre classement de Grade II; Dawlish Lodge, Forest Gate et Basket Lodge. Pevsner décrit les lodges Dawlish et Forest Gate comme "de très jolis exemples, des garnitures de Salvin ajoutées à des boîtes simples du 18e siècle" . L'Angleterre historique considère Dawlish Lodge "la plus inventive et la moins modifiée des loges de Mamhead House".
Les autres caractéristiques du domaine qui sont répertoriées comprennent : un cadran solaire dans le jardin à la française au sud de la maison, un bassin avec fontaine dans le même jardin, l'orangerie, le mur de la terrasse qui s'étend au sud et à l'est de la maison, les marches, avec des urnes décoratives, menant de cette terrasse et l'obélisque, érigée par Thomas Balle en 1742 comme guide pour la navigation, qui se dresse en bois sur une crête au-dessus de la maison. L'écrivain Christopher Hussey suggère que l'orangerie a été calquée sur la maison de l'eau à Chatsworth House et aurait pu à l'origine avoir une cascade similaire.